# Ификле
Ификле (лат. Iphikleus, Iphicleus) је у грчкој митологији био Хераклов брат близанац.

## Митологија
Алкмена, Ификлова и Хераклова мајка је исте ноћи зачела и са Зевсом и са својим супругом Амфитрионом. Зевсова супруга Хера је мрзела Херакла, па је у дечју собу послала две отровнице. Ификле, као син смртника, уплашио се змија, али не и Херакле, који их је удавио својим ручицама. Ификле је још у младости напустио родитељски дом и по својој вољи започео службу код краља Еуристеја, али се убрзо покајао и придружио свом брату у јуначким подухватима. Тако је учествовао у борби са орхоменским краљем Ергином, те пошто су победили, краљ Креонт их је оженио својим кћеркама. Пре тога је био у браку са Аутомедузом са којом је имао сина Јолаја, а са Креонтовом кћерком је имао два сина. Међутим, Херакле их је у нападу лудила које му је Хера изазвала, бацио у ватру. Ификле је учествовао и у нападу на Троју и лову на Калидонског вепра. Живот је изгубио или у борби против Хипоконтових синова или против елидског краља Аугије и Молионида. Био је смртно рањен и пренет је у Фенеј у Аркадији, где су га неговали Буфаг и Промна, али је свеједно умро. Сахрањен је у граду где је и умро и где су га поштовали као хероја.

## Тумачење
Како би се нагласила хијерархија у којој је свети краљ изнад свог војсковође, чест мотив у митовима је био да је краљица старијег сина зачињала са божанством, а млађег са смртником, својим законитим мужем. Ипак, у миту није јасно ко је од њих двојице старији; према неким изворима старији је Херакле за једну ноћ, према другим, то је ипак Ификле, а постоје и приче да су рођени истовремено. Ификле се оженио млађом Креонтовом кћери, а према многим индоевропским народним причама, млађа кћи је уједно била и наследница. Но, без обзира на то, Херакле је био доминантан лик у митологији, а Ификле много блеђи у односу на њега.

## Напомена
Ификле није исти јунак као и Ификло.